# Konrad Potthast
Konrad Potthast (* 15. November 1881 in Bösingfeld; † 27. September 1967 in Hiddesen) war ein deutscher Politiker (DDP, SPD).

## Leben
Konrad Potthast besuchte die Volksschule und arbeitete dann, wie sein Vater als Ziegler. Er war evangelischer Konfession und verheiratet. Mindestens 1921 bis 1925 war er Geschäftsführer in Ehrentrup, 1929 war er Gewerkschaftssekretär und 1933 Vertreter in Hiddesen.
1919 war er Mitglied der Deutschen Demokratischen Partei. Bei der Landtagswahl in Lippe 1921 kandidierte er auf dem letzten Platz (Nummer 15) der „Gewerkschaftsliste Biesemeier-Held“. Gustav Biesemeier war der einzelne Kandidat der Liste, welcher gewählt wurde. Auch bei der Landtagswahl in Lippe 1925 kandidierte er auf dem letzten Platz der Liste Biesemeier. Nach der Wahl rückte Biesemeier in das Landespräsidium auf. Auch wenn Potthast erst auf Platz 16 der Liste stand, rückte er am 1. Oktober 1925 für Biesemeier in den Landtag Lippe nach, nachdem Biesemeier in das Landespräsidium gewählt wurde. Am 3. September 1926 löste er seine ein-Mann-Fraktion auf und schloss sich der SPD-Fraktion an. Bei der Landtagswahl in Lippe 1929 kandidierte er auf Platz 10 der SPD-Liste. Er rückte am 25. Oktober 1929 für Heinrich Drake, der in das Landespräsidium gewählt worden war, in den Landtag nach. Nach Ablauf der Wahlperiode schied er aus dem Landtag aus, da sein Platz 13 auf der SPD-Landtagsliste bei der Landtagswahl in Lippe 1933 nicht zu einem Mandat reichte.